# Synagoge (Kdyně)
Koordinaten: 49° 23′ 25,6″ N, 13° 2′ 13″ O
Die Synagoge in der tschechischen Kleinstadt Kdyně (deutsch: Neugedein) im Okres Domažlice der Region Pilsen wurde 1862/63 errichtet. Seit 1997 steht sie unter Denkmalschutz. Die Synagoge befindet sich in der Masaryk-Straße Nr. 12.

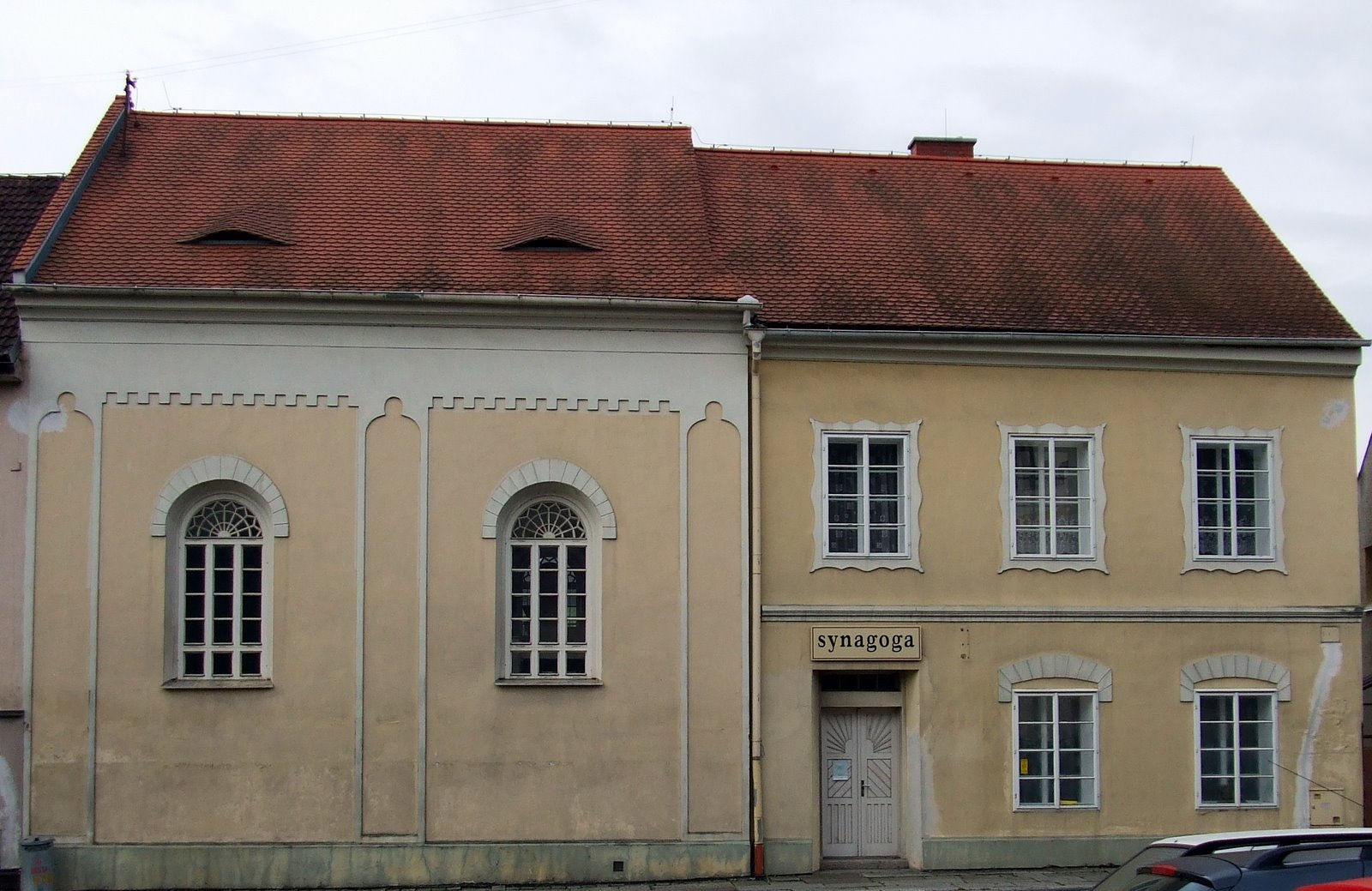
Synagoge in Kdyně

## Geschichte

### 19. Jahrhundert bis zum Zweiten Weltkrieg
Von 1862 bis 1863 errichtete die Jüdische Gemeinde Kdyně in der Nähe des Hauptplatzes eine Synagoge in neuromanischem Stil., die aus Spenden der Gemeindemitglieder finanziert wurde. Am 21. Januar 1863 wurde die Synagoge feierlich eröffnet und 1871 eine Gedenktafel mit den Namen der Synagogenmitbegründer Isak Augstein, Eliáš Augstein, Eliáš Klauber, Israel Lewit, Michal Hahn, Lipman Klauber, Jakub Hutter, Markus Klauber, Josef Hutter sowie Simon Augstein angebracht.
Nach dem Ersten Weltkrieg diente die Synagoge als Unterkunft für galizische Flüchtlinge.
Nachdem die jüdische Gemeinde von Kdyně 1929 mit der jüdischen Gemeinde von Klatovy vereinigt worden war, fanden in der Synagoge von Kdyně nur noch an hohen Feiertagen Gottesdienste statt, der letzte im Jahr 1936.
Während des Zweiten Weltkrieges diente sie als Lagerhaus.

### Nach Ende des Zweiten Weltkrieges bis zur Gegenwart
1946 ging das Gotteshaus in das Eigentum der Tschechoslowakischen Hussitischen Kirche über. Deren Vorschlag Anfang der 1960er Jahre, die Synagoge als Kulturdenkmal anzuerkennen, wurde nicht genehmigt.
Erst im Jahr 1993 wandten sich die Pilsener Denkmalbehörde und darauf die Pilsener jüdische Gemeinde auf Anregung des Kreises Domažlice der fast völlig erhaltenen Synagoge zu, wobei sie große Unterstützung seitens des Jüdischen Museums in Prag erfuhren. Die Synagoge wurde 1994 an einen Privateigentümer verkauft, der sie in ein Bierlokal umwandeln wollte. Schließlich kaufte die Gemeinde Kdyně die Synagoge zurück und ließ sie teilweise restaurieren. Das Ministerium für Kultur der Tschechischen Republik erklärte 1997 die Synagoge auf Vorschlag der Pilsener Denkmalbehörde zum nationalen Kulturdenkmal.
Im Jahr 2015 befindet sich im Gebäude der Synagoge ein kleines Museum zur Ortsgeschichte und zur Geschichte der jüdischen Gemeinde.
Im Nebengebäude erhielten sich die Räume des Rabbinats und der jüdischen Schule. Dort befindet sich jetzt ein Informationszentrum.

## Ausstattung
Die Synagoge in Kdyně gehört zu den besterhaltenen Denkmälern jüdischer Architektur im westlichen Teil Böhmens. Ihre gesamte Innenausstattung ist nahezu im Originalzustand erhalten. Dazu zählen die ursprüngliche Säulenkonstruktion, der hölzerne Toraschrein im klassizistischen Stil mit Teilen der plastischen Ausschmückung und Malerei, die Zusammensetzung des Fußbodens aus farbigem Pflaster, teils Stein, teils Holz, das Lesepult, sechs Bänke im Saal, vier Bänke auf der Galerie sowie die ursprüngliche Ausmalung des Gewölbes, ein Werk des Malers Amerling aus Domažlice. Die ursprünglichen Fensterrahmen, Geländer des Podiums, Leuchter am Toraschrein und Kronleuchter blieben nicht erhalten.
Die ursprünglichen Kultgegenstände der Kdyner Synagoge bewahrt das jüdische Museum in Prag auf.

## Nebengebäude
An die Synagoge war ein einstöckiges Nebengebäude angebaut, mit einer jüdischen Schule im ersten Stock. Im Erdgeschoss wohnte und arbeitete der Rabbiner. Im Keller des Gebäudes wurde eine Mikwe entdeckt und restauriert.